# Як зробити кар'єру (фільм)
«Як зробити кар'єру» (англ. Career Opportunities) — це американська романтична комедія. В якій у своїй першій головній ролі виступає Френк Вейлі спільно з Дженніфер Коннеллі. Цей фільм був написаний і спільно створений Джоном Г'юзом та режисером Браяном Гордоном.

## Сюжет
Джим Додж (Френк Вейлі) — ледачий хлопець, якого неодноразово звільняли з роботи. Батько ставить його перед фактом: або він береться за голову, або їде в Сент-Луїс. Джим влаштовується на роботу прибиральником в магазин, де в перший же день був замкнений босом. Також він зустрічає розпещену багату дівчину Джозі МакКлеллан (Дженніфер Коннеллі) з його школи. Провівши разом час під замком розуміють, що вони споріднені душі. Складнощі починаються після того, як двоє некомпетентних грабіжників пробираються в магазин, і беруть їх в заручники.

## У ролях
- Френк Вейлі — Джим Джордж
- Дженніфер Коннеллі — Джозі МакКлеллан
- Дерморт Малруні — Нестор Пайл
- Кіран Малруні — Джил Кінні
- Джон М.Джексон — Баб Додж
- Дженні О'Хара — Дотті Дордж
- Нобл Віллінгем — Роджер Рой МакКлеллан
- Вільям Форсайт — двірник
- Джон Кенді — Сі Ді Марш (менеджер магазину «Target»)